# Christoph Ransmayr
Christoph Ransmayr (Ausztria, Wels, 1954. március 20. –) osztrák író.

## Életrajz
Ransmayr Gmunden közelében nőtt fel. Édesapja tanár volt. 1972 és 1978 között filozófiát és etnológiát tanult Bécsben az egyetemen, majd ezt követően különböző folyóiratoknál (Extrablatt, Geo, Transatlantik, Merian) kulturális szerkesztő és szabadúszó újságíró volt.
1982-től szabadfoglalkozású író. Az utolsó világ (Die letzte Welt) című regényének megjelenése után hosszas utazásokat tett Ázsiába, Észak- és Dél-Amerikába, valamint Írországba. 1994-ben adózási okokból áttelepült az írországi West Corkba.
1997-ben Ransmayr mondta a Salzburgi Ünnepi Játékok megnyitó beszédét, melynek során felolvasta az erre az alkalomra írt Die dritte Luft, oder Eine Bühne am Meer című novelláját.
Műveiben előszeretettel vegyíti a történelmi tényeket és a fiktív szereplőket, eseményeket. A jég és a sötétség borzalmai című könyve ugyanazt a témát dolgozza fel, mint Jókai Mór Egészen az északi pólusig (1872) c. regénye: a Tegethoff sarkkutató hajó tragikus expedícióját. Az utolsó világ a Tomiba száműzött Ovidius utolsó napjairól szól.

## Fontosabb művei
- Strahlender Untergang (1982, fényképek: Willy Puchner)
- A jég és a sötétség borzalmai (Die Schrecken des Eises und der Finsternis, 1984)
- Az utolsó világ (Die letzte Welt, 1988)
- A Kitahara-kór (Morbus Kitahara, 1995)
- Der Weg nach Surabaya (1997)
- Die dritte Luft, oder Eine Bühne am Meer (1997)
- Die Unsichtbare. Tirade an drei Stränden (2001)
- Der Ungeborene, oder Die Himmelsareale des Anselm Kiefer (2002)
- Die Verbeugung des Riesen. Vom Erzählen (2003)
- Geständnisse eines Touristen. Ein Verhör (2004)
- A repülő hegy (Der fliegende Berg, 2006)
- Damen & Herren unter Wasser (2007, társszerző: Manfred Wakolbinger)
- Der Wolfsjäger. Drei polnische Duette (2011, társszerző: Martin Pollack)
- Egy félénk férfi atlasza (Atlas eines ängstlichen Mannes, 2012)
- Gerede: Elf Ansprachen (2014)
- Cox vagy az idő múlása (Cox oder Der Lauf der Zeit, 2016)
- Arznei gegen die Sterblichkeit. Drei Geschichten zum Dank (2019)

## Magyarul
- Az utolsó világ; ford. Farkas Tünde; Magyar Könyvklub, Bp., 1995
- A Kitahara-kór; ford. Adamik Lajos; Jelenkor, Pécs, 1998
- A jég és a sötétség borzalmai. Regény 23 képpel; ford. Váróczi Zsuzsa; Alexandra, Pécs, 2003
- A repülő hegy; ford. Márton László; Kalligram, Pozsony, 2008
- Cox vagy az idő múlása; ford. Adamik Lajos, Pesti Kalligram, 2018
- Egy félénk férfi atlasza; ford. Adamik Lajos; Kalligram, Bp., 2024

## Díjai
- 1988 Anton-Wildgans-díj
- 1992 Großer Literaturpreis der Bayerischen Akademie der Schönen Künste (A Bajor Szépművészeti Akadémia nagy irodalmi díja)
- 1995 Franz-Kafka-díj
- 1995 Franz-Nabl-díj
- 1996 Prix Aristeion
- 1997 Solothurner Literaturpreis (Solothurni irodalmi díj)
- 1997 Kulturpreis des Landes Oberösterreich (Felső-Ausztria kulturális díja)
- 1998 Friedrich-Hölderlin-Preis der Stadt Bad Homburg (Homburg városának Friedrich-Hölderlin-díja)
- 2001 Nestroy-Theaterpreis (Nestroy színházi díj)
- 2004 Bertolt-Brecht-Literaturpreis der Stadt Augsburg (Augsburg városának Bertolt Brecht irodalmi díja)
- 2004 Großer Österreichischer Staatspreis für Literatur (Nagy osztrák állami irodalmi díj)
- 2007 Heinrich-Böll-Preis der Stadt Köln (Köln városának Heinrich-Böll-díja)